# Rodolfo Choperena
Rodolfo Choperena Irizarri (México, D. F., 11 de febrero de 1905) es un exjugador de baloncesto mexicano. Fue medalla de bronce con México en los Juegos Olímpicos de Berlín de 1936.